# Singlų Top 100
Singlų Top 100 (pol. Top 100 Singli) – cotygodniowa lista przebojów najlepiej sprzedających się singli na Litwie publikowana przez organizację AGATA. Lista obejmuje 100 pozycji.
Listy są przygotowywane w oparciu o cotygodniowe wyniki sprzedaży cyfrowej i fizycznej singli na Litwie, a także częstotliwość odtwarzania utworów w serwisach streamingowych takich jak; Spotify, Deezer, Apple Music, iTunes, Google Play i Shazam.
Pierwsze notowanie zostało opublikowane 28 września 2018 roku.